# Sassenheim

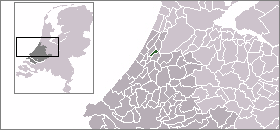
Sassenheims läge

Sassenheim var en kommun i provinsen Zuid-Holland i Nederländerna. Kommunens totala area var 6,62 km² (där 0,23 km² är vatten) och invånarantalet var 14 829 invånare (2004). Den 1 januari 2006 slogs kommunerna Sassenheim, Voorhout, och Warmond samman till Teylingen.